# Emilio Tamargo
Emilio López Tamargo (Oviedo, 4 de febrero de 1938-ibíd., 30 de septiembre de 2009) fue un popular periodista español de los años 1980 y 1990. Como comentarista deportivo, se especializó en las narraciones de ciclismo, donde llevó a cabo para Televisión Española narraciones de las tres Grandes Vueltas. Está considerado un periodista histórico de la radio y la televisión en Asturias, muy reconocido por su peculiar estilo. Fue pionero en algunas retransmisiones, como la primera retransmisión radiofónica del Descenso del Sella, la primera retransmisión por televisión de la citada prueba, la primera Vuelta Ciclista a España en color y el primer Tour de Francia en directo.

## Biografía
Emilio Tamargo fue alumno de la Universidad de Oviedo, donde comenzó sus primeras experiencias radiofónicas. En 1957 comienza a trabajar para Radio Oviedo en programas de contenido variado, y en 1962 realiza para esta emisora la primera retransmisión en directo del Descenso Internacional del Sella.
En 1974 fue contratado por Televisión Española, donde se ocupó de la sección del deportes del Centro Territorial de TVE en Asturias. A partir de 1979 es enviado como comentarista por la televisión pública a diversos eventos internacionales. En 1982, comenzó su andadura como comentarista de la Vuelta Ciclista a España, que por entonces TVE realizaba en diferido. Lo compaginó con los comentarios de encuentros de la División de Honor de hockey sobre patines, deporte en el que también se especializó. En 1982 cubrió también como comentarista encuentros de la Copa Mundial de Fútbol de 1982.
En 1983 y 1984 se encargó de la retransmisión de los Campeonatos Mundiales de Piragüismo, y desde entonces se convirtió en enviado especial de Televisión Española a las principales competiciones ciclistas del mundo. Fue en esta etapa cuando Tamargo se convirtió en narrador habitual, primero junto a Ángel María de Pablos y después con Pedro González, de las Grandes Vueltas del ciclismo internacional, así como campeonatos de España, del mundo y vueltas menores. Fue asimismo comentarista de los Juegos Olímpicos de Seúl 1988 y Barcelona 1992.
Compaginó su actividad televisiva con colaboraciones para diversos medios escritos, y en 1991 publicó el libro Desventuras radiotelevisivas.
Se jubiló en febrero de 2003 tras ejercer su profesión durante 48 años. Falleció a causa de un infarto en su casa de Oviedo el 30 de septiembre de 2009, a los 71 años.